# Karl Anderson (Leichtathlet)
Karl Anderson (Karl Walter Anderson; * 5. November 1900 in Minneapolis; † 28. Februar 1989 ebd.) war ein US-amerikanischer Hürdenläufer, der sich auf die 110-Meter-Distanz spezialisiert hatte.
Bei den Olympischen Spielen 1924 in Paris wurde er Fünfter.
1923 wurde er US-Meister über 120 Yards Hürden und US-Hallenmeister über 70 Yards Hürden. Seine persönliche Bestzeit über 120 Yards Hürden von 14,8 s stellte er am 18. August 1923 in Detroit auf.